# Theodore TY01

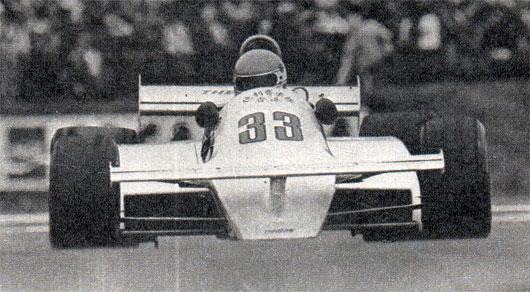
Patrick Tambay im Theodore TY1 beim Großen Preis von Argentinien 1981

Der Theodore TY01 war ein Formel-1-Rennwagen, gebaut und eingesetzt 1981 und 1982 von Theodore Racing.

## Hintergrund
Der in Indonesien geborene Geschäftsmann Theodore „Teddy“ Yip war seit den frühen 1970er-Jahren als Sponsor im britischen Motorsport engagiert. Seit 1977 unterhielt Yip den Rennstall Theodore Racing, der sich 1977 und 1978 erfolglos an der Formel-1-Weltmeisterschaft beteiligte. Anfänglich war Theodore Racing ein Kundenteam, das zugekaufte Autos fremder Hersteller einsetzte. 1978 brachte das Team mit dem Theodore TR1 ein selbst konstruiertes Auto an den Start, scheiterte aber nahezu immer an der Qualifikationshürde. Nach einem Zwischenspiel in der Aurora-Serie kehrte Yip 1980 in die Formel 1 zurück, als er das in finanziellen Schwierigkeiten befindliche Team Shadow Racing Cars übernahm. Nach zwei erfolglosen Qualifikationsversuchen stellte Yip den Rennbetrieb bei Shadow im Sommer 1980 ein. Er übernahm Teile der Infrastruktur des Shadow-Teams und integrierte sie in seinen Theodore-Rennstall, den er für die Formel-1-Saison 1981 meldete. Yip hatte die Absicht, die Weltmeisterschaftsläufe der Saison 1981 mit einem neu konstruierten Auto zu bestreiten; entsprechende Entwicklungsarbeiten für den als Theodore TY01 bezeichneten Wagen liefen seit Herbst 1980 unter der Leitung von Tony Southgate. Zum ersten Rennen des Jahres 1981, dem nicht zur Weltmeisterschaft zählenden Großen Preis von Südafrika, war der TY01 noch nicht einsatzbereit; Theodore setzte hier deshalb den im Vorjahr konstruierten Shadow DN12 unter der Bezeichnung Theodore TR2 ein. Der TR2 erschien nur zu diesem Rennen. Ab dem darauf folgenden Großen Preis der USA West, dem ersten Lauf des Jahres mit Weltmeisterschaftsstatus, wurde er durch den Theodore TY01 ersetzt.

## Konzeption des TY01
Der TY01 war nach dem TR1 (1978) und dem TR2 (1981) bereits der dritte Fahrzeugtyp, den Theodore Racing als Konstrukteur meldete. Mit der Nomenklatur (TY01 statt TR3) sollte sich das neue Auto allerdings von den erfolglosen Vorgängern absetzen.
Der TY 01 wurde von Tony Southgate entworfen und gebaut. Zu Beginn der Saison 1981 hatte der Wagen, der nach den Regeln des Ground-Effekt gebaut wurde, einen Frontflügel auf einem Träger, später erhielt er eine normale Nase mit Seitenflügeln. Der Motor kam von Cosworth.
Theodore produzierte drei Exemplare des TY01. Das jüngste Fahrzeug wurde nur zweimal eingesetzt.

## Renneinsätze
Gleich beim Debüt des TY01 beim Großen Preis der USA West 1981 in Long Beach gab es einen überraschenden WM-Punkt durch Patrick Tambay. Es sollte die einzige Platzierung für den TY01 innerhalb der Punkteränge bleiben. Als weitere Fahrer kamen Derek Daly und Marc Surer zum Einsatz.
Der TY01/1 lief zu Beginn der Saison 1982 erneut eingesetzt und dann durch den TY02 ersetzt.

## Resultate
| Fahrer                          | Nr.                             | 1  | 2  | 3   | 4  | 5   | 6 | 7  | 8  | 9  | 10 | 11  | 12 | 13  | 14 | 15  | 16 | Punkte | Rang |
| ------------------------------- | ------------------------------- | -- | -- | --- | -- | --- | - | -- | -- | -- | -- | --- | -- | --- | -- | --- | -- | ------ | ---- |
| Formel-1-Weltmeisterschaft 1981 | Formel-1-Weltmeisterschaft 1981 |    |    |     |    |     |   |    |    |    |    |     |    |     |    |     |    | 1      | 12   |
| P. Tambay                       | 33                              | 6  | 10 | DNF | 11 | DNQ | 7 | 13 |    |    |    |     |    |     |    |     |    | 1      | 12   |
| M. Surer                        | 33                              |    |    |     |    |     |   |    | 12 | 11 | 14 | DNF | 13 | DNQ | 13 | DNF |    | 1      | 12   |
| Formel-1-Weltmeisterschaft 1982 | Formel-1-Weltmeisterschaft 1982 |    |    |     |    |     |   |    |    |    |    |     |    |     |    |     |    | 0      | —    |
| D. Daly                         | 33                              | 14 |    |     |    |     |   |    |    |    |    |     |    |     |    |     |    | 0      | —    |